# 國家利益 (雜誌)
《國家利益》（The National Interest）是美國一本政治外交性雜誌，由欧文·克里斯托在1985年創立，该杂志是以报道国际事务为主的双月刊杂志，隶属于尼克松中心。其內容作者許多是退休外交官、智庫或各國大使，也有少數外國學者，雜誌立場以美國利益為主軸，但文風走向較為敏感和客觀也有一些較艱深內容，普遍上與一般大眾在美國電視上接觸的訊息有差異。

## 歷史
國家利益雜誌在1985年由美国专栏作家欧文·克里斯托創辦，同時他也是個新保守主义支持者。该杂志由澳大利亚学者欧文·哈里斯担任主编，直到2001年。
2001年，國家利益雜誌被总部位于华盛顿特区的公共政策智库国家利益中心收购，该智库由前美国总统理查德·尼克松于1994年1月20日创建，最初名为尼克松和平自由中心；現名為尼克松中心。
2005年，國家利益雜誌的十名编辑因对杂志的收购和更大的编辑委员会持不同意见而辞职。那些离开的人随后创办了独立的期刊《The American Interest》。
2013年，RealClearWorld将The National Interest列为最佳世界观点网站之一。
2023年1月，该杂志停止了印刷版的发行，该印刷版的订阅量已从1990年代的1万名订户下降到约2000名订户左右。

## 言論
其報導立場大致遵循國際現實主義理論。

## 外部連結
- 官方网站